# جورج أو. زيمرمان
جورج أو. زيمرمان (بالإنجليزية: George O. Zimmerman)‏ هو مخترع وفيزيائي أمريكي، ولد في 1935 في كاتوفيتسه في بولندا، وتوفي في 6 مايو 2019.